# Nate Ruess
Nathaniel Joseph "Nate" Ruess (* 26. února 1982, Iowa City, Iowa, Spojené státy americké) je americký indie rockový zpěvák a skladatel z Arizony. Zpíval ve skupině The Format a poté se stal hlavním zpěvákem skupiny Fun.

## Životopis
Narodil se 26. února 1982 v Iowa City ve státě Iowa. Je mladším ze dvou dětí, jeho sestra Elizabeth je o rok starší.
V roce 1986 se rodina přestěhovala na farmu do Glendale v Arizoně vzhledem k opakovaným záchvatům pneumonie, kterými Ruess trpěl jako dítě. Toto je zmíněno v písni Fun. "The Gambler" z jejich debutového alba Aim and Ignite. Ruess během celého dětství již v Arizoně zůstal.
Jeho strýc, John Ruess, vystupoval na Broadwayi.
V roce 2000 absolvoval na střední škole Deer Valley High School. Během střední škole se přidával k punkovým skupinám (Nevergonnascore, This Past Year) a po absolvování se začal věnovat hudbě. V rozhovoru pro American Songwriter řekl: "Nejsem ten typ člověka, který bere hodiny, tak jsem se rozhodl, že jediná cesta, jak se naučit zpívat, jestli je tedy pravda to, co se říká, tak je jít do mého auta a pustit si jakýkoliv žánr hudby od zpěváka, kterého je opravdu těžké napodobit, pustit to co nejvíce nahlas to jde a snažit se zazpívat dobře všechny tóny". Pracoval v advokátní firmě jako způsob podpory sama sebe, zatímco se zabýval svými hudebními ambicemi.
Kolem roku 1998 byl vokalistou kapely Nevergonnascore a vydali EP, The Byron Sessions. Skupina pravidelně hrála v Nile Theater v Mese v Arizoně.
Ve věku devatenácti let založil skupinu The Format spolu se svým dlouholetým nejlepším kamarádem Samem Meansem. The Format byla jeho první hudební snaha získat širokou pozornost.

## Kariéra

### 2001-2008: The Format
Po vzniku roku 2001 The Format vydali demo snímek s názvem EP, které vedlo k místnímu zájmu a ke smlouvě s vydavatelstvím Elektra Records v roce 2002. Vydali své první studiové album Interventions + Lullabies dne 21. října 2003, což vedlo k většímu úspěchu. Základna fanoušků skupiny se začala rozrůstat. Skupina v dubnu 2005 vydala své druhé extended play, Snails, se společností Atlantic Records. Nicméně během práce na druhém studiovém albu s názvem Dog Problems se zrušila jejich smlouva s Atlantic. Nakonec si založila vlastní vydavatelství, The Vanity Label a album vydali 11. července 2006. Dne 4. února 2008 Ruess prostřednictvím blogu skupiny oznámil, že The Format už neudělá žádné nové album.

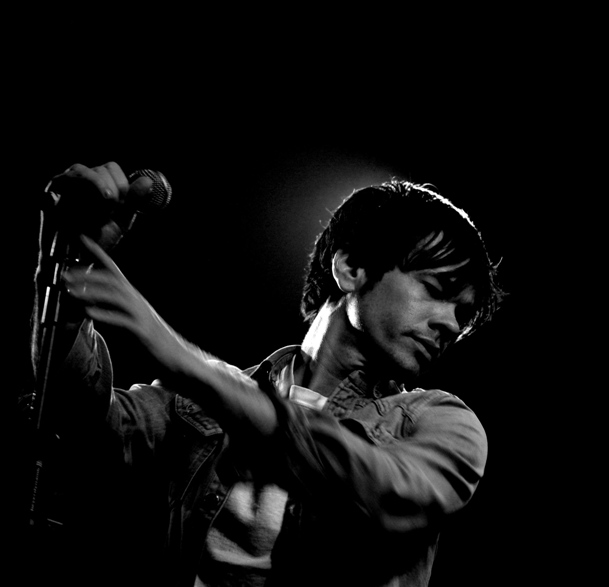
Ruess vystupující s Fun. v březnu 2010

### 2008—: Fun.
Ihned po rozpadu The Format, Ruess kontaktoval Jacka Antonoffa ze Steel Train a Andrewa Dosta, původně z Anathallo, aby založili novou skupinu z názvem Fun. Vydali svůj první demo snímek 'Benson Hedges' dne 20. září 2009. O čtyři měsíce později vydali svůj první singl "At Least I'm Not as Sad (As I Used to Be)", tak přes Myspace dne 6. dubna 2009 vydali své první studiové album Aim and Ignite. I když album získalo povětšinou pozitivní recenze a umístilo se na 71. místě v Billboard 200, tak nemělo příliš velký komerční úspěch.
Skupina podpořila Jack's Mannequin na turné v letech 2008 a 2010 a Paramore v roce 2010. Dne 4. srpna 2010 oznámili, že podepsali smlouvu s vydavatelstvím Fueled by Ramen.
Dne 17. května 2011 se skupina objevila v singlu "C'mon" od kapely Panic at the Disco. Také se stali předskokany pro Panic! at the Disco během jejich turné Vices & Virtues Tour v roce 2011.

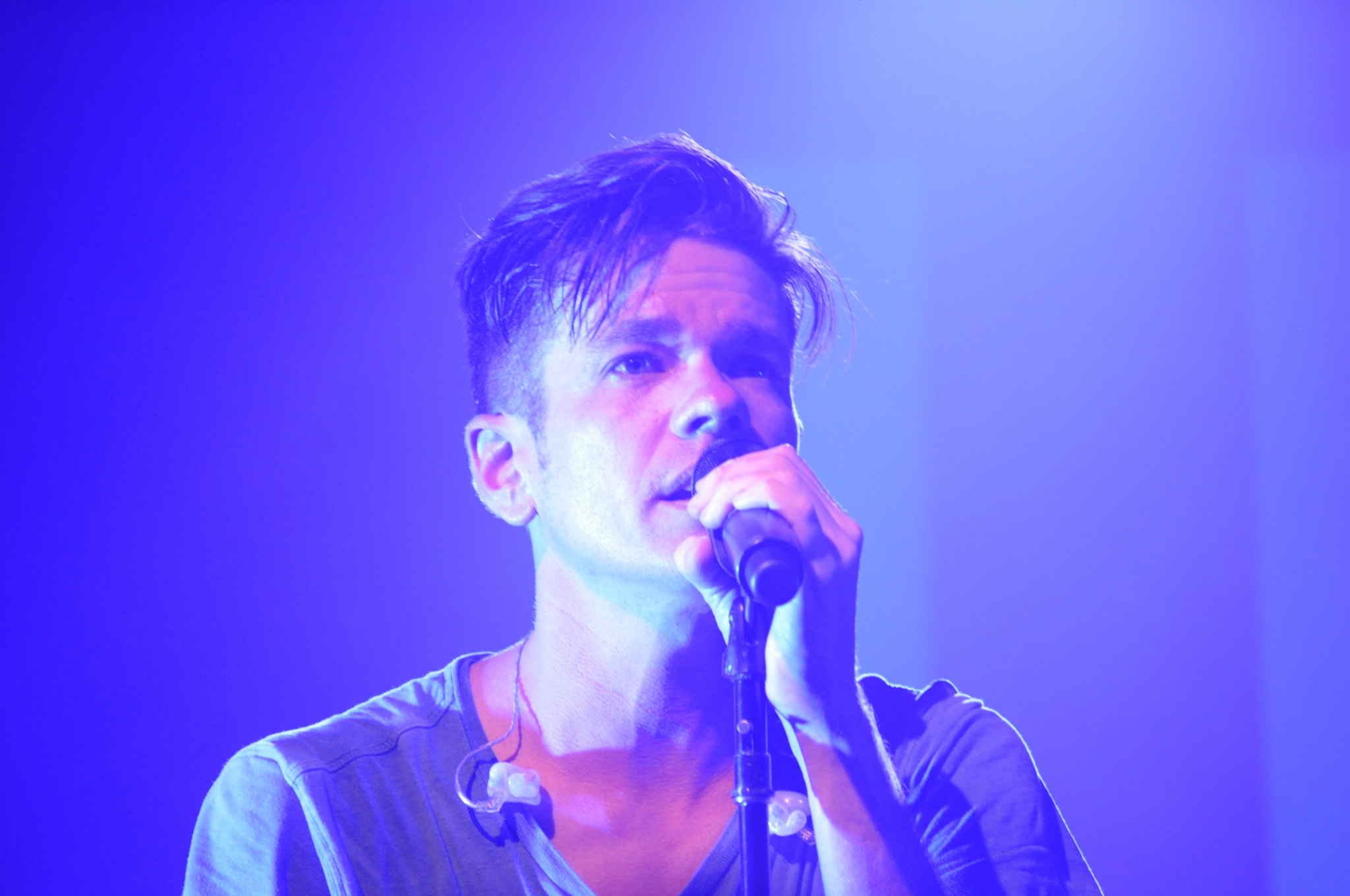
Ruess vystupující v Tucsonu v Arizoně v březnu 2012

Jejich druhé album, Some Nights, vyšlo 21. února 2012 a produkoval ho Jeff Bhasker. První singl alba, "We Are Young", který obsahuje hostující zpěvačku Janelle Monáe, vyšel dne 20. září 2011. Píseň byla přezpívána v prosinci 2011 v seriálu Glee a objevila se v reklamě Taco Bell během Super Bowlu v únoru 2011 a umístila se na prvním místě v hitparádě Billboard Hot 100 dne 8. března 2012. Album se po celém světě stalo úspěchem a prodalo se sta tisíce kopií. Titulní píseň alba, "Some Nights", se umístila na 3. místě v Billboard Hot 100 a umístila se na prvním místě v Alternative Songs chart.
Dne 10. února 2013 Ruess a zbytek skupiny vyhráli cenu Grammy za píseň "We Are Young". Po obdržení Grammy, Ruess řekl: "Nevím, na co jsem myslel během psaní refrénu této písně. Jestli je toto ve vysokém rozlišení, každý může vidět naše obličeje a my nejsme velice mladí. My tohle děláme dvanáct let a právě jsem chtěl říct, že bychom to nemohli udělat bez pomoci všech fanoušků, kteří nás drží nad vodou posledních dvanáct let." Fun také vyhráli Grammy pro nejlepšího nového umělce.
Ruess se objevil ve skladbě "Only Love" na druhém sólovém albu Anthonyho Greena, s názvem Beautiful Things.
Ruess se také objevil na albu zpěvačky Pink s názvem The Truth About Love, v písni Just Give Me a Reason. Původně měl Ruess pouze psát text k písni, ale ona se rozhodla, že píseň potřebuje další stranu a následně byla napsána i mužská část. Zpočátku byl neochotný, ale Pink ho podpořila a on se rozhodl do duetu zapojit. Píseň se dostala na vrchol hitparády US Billboard Hot 100 a stala se jeho první skladbou číslo jedna jakožto sólového umělce a druhou celkově.
Také byl jedním z textařů "Die Young", hlavního singlu z druhého studiového alba Ke$hy, Warrior.

## Diskografie

### Hostování
| Název                                                                    | Rok  | Nejvyšší umístění | Nejvyšší umístění | Nejvyšší umístění | Nejvyšší umístění | Nejvyšší umístění | Nejvyšší umístění | Nejvyšší umístění | Nejvyšší umístění | Nejvyšší umístění | Nejvyšší umístění | Ocenění                                                                                 | Album                |
| Název                                                                    | Rok  | US                | AUS               | AUT               | CAN               | FRA               | GER               | IRL               | NLD               | NZ                | UK                | Ocenění                                                                                 | Album                |
| ------------------------------------------------------------------------ | ---- | ----------------- | ----------------- | ----------------- | ----------------- | ----------------- | ----------------- | ----------------- | ----------------- | ----------------- | ----------------- | --------------------------------------------------------------------------------------- | -------------------- |
| "Only Love" (Anthony Green featuring Nate Ruess)                         | 2012 | —                 | —                 | —                 | —                 | —                 | —                 | —                 | —                 | —                 | —                 |                                                                                         | Beautiful Things     |
| "Just Give Me a Reason" (P!nk featuring Nate Ruess)                      | 2012 | 1                 | 1                 | 1                 | 1                 | 4                 | 1                 | 1                 | 1                 | 1                 | 2                 | - US: 2× platinový - AUS: 5× platinový - CAN: zlatý - GER: platinový - NZ: 3× platinový | The Truth About Love |
| "—" značí, že píseň v zemi nebyla vydána nebo se neumístila v hitparádě. |      |                   |                   |                   |                   |                   |                   |                   |                   |                   |                   |                                                                                         |                      |